# نوكيا 700
نوكيا 700 (بالإنجليزية: Nokia 700)‏ هو هاتف ذكي من نوكيا يعمل بنظام سيمبيان، تم طرحه في الأسواق في 2011.

## الخصائص
- نظام التشغيل: سيمبيان
- الكاميرا الخلفية: 5 ميجابكسل
- الوزن: 96 غ (3.4 أونصة)
- المعالج: 1.3 جيجا هرتز
- التخزين: 2 جيجابايت